# 弗雷姆王國興亡記
《弗雷姆王國興亡記》是疎陀陽所作的日本輕小說作品，插圖由Yuugen繪畫，本為投稿網站《成為小說家吧》連載的網絡小說，後來在2014年經由OVERLAP出版書籍，中文版則由尖端出版發行。已於2014年12月24日發售廣播劇CD《少女之戰―Sweet Girl's War―（乙女の戦い―Sweet Girl's War―）》

。

## 故事簡介
在上班途中手上還拿着咖啡就穿越到異世界的松代浩太，被以「勇者」的身份召喚，但那裏弗雷姆王國是個相當和平的國家，不但沒有魔王，邪惡帝國目前也打烊當中。而且才召喚沒多久，他就被放逐到鄉下地方「泰拉」。然而，正當他以為要在泰拉過平穩生活時，卻伸出了遠比怪物還要可怕的魔手——那就是「赤字國債」！在看到泰拉財政瀕臨崩潰和艾莉卡一籌莫展的愁容狀況下，「銀行員」浩太終於職業病發，對領地經營提出建議，但是……現代經濟學理論對於異世界制度真的派得上用場嗎？

## 登場角色
松代浩太（聲：間島淳司）
26歲的銀行職員，任職綜合企劃部，某天上班途中进入咖啡店买咖啡時而被弗雷姆王國召喚到異世界。
伊莉莎白·歐連菲爾特·弗雷姆（聲：金元壽子）
弗雷姆王國第五十二代的國王，同时也是将浩太召唤至异世界的“罪魁祸首”。
艾莉卡·歐連菲爾特·方·弗雷姆（聲：南條愛乃）
公爵，伊莉莎白的同父異母的姐姐。
隆德·迪·泰拉現任領主。
艾蜜莉·諾茨費爾特（聲：藤村步）
艾莉卡的私人萬能女僕。
索尼婭·索爾巴尼亞（聲：東山奈央）
貿易之國索爾巴尼亞王國的公主。
瑪莉亞·薩奇（聲：原由實）
薩奇商會會長之女。
諾艾兒·海希曼（聲：洲崎綾）
王城女官

## 出版書籍
| 集數 | OVERLAP        | OVERLAP                | 尖端出版       | 尖端出版               |
| 集數 | 發售日期       | ISBN                   | 發售日期       | ISBN                   |
| ---- | -------------- | ---------------------- | -------------- | ---------------------- |
| 1    | 2014年4月25日  | ISBN 978-4-906866-76-2 | 2016年3月23日  | ISBN 978-957-10-6473-4 |
| 2    | 2014年7月25日  | ISBN 978-4-906866-89-2 | 2016年5月19日  | ISBN 978-957-10-6602-8 |
| 3    | 2014年12月25日 | ISBN 978-4-86554-021-5 | 2016年10月20日 | ISBN 978-957-10-6938-8 |
| 4    | 2015年8月25日  | ISBN 978-4-86554-036-9 | 2017年2月8日   | ISBN 978-957-10-7088-9 |
| 5    | 2016年9月25日  | ISBN 978-4-86554-088-8 | 2017年7月13日  | ISBN 978-957-107-512-9 |
| 6    | 2017年1月25日  | ISBN 978-4-86554-193-9 | 2018年1月12日  | ISBN 978-957-107-910-3 |

## 外部連結
- 弗雷姆王國興亡記 OVERLAP文庫 （页面存档备份，存于）（日語）
- 弗雷姆王國興亡記—網絡閱覽頁（日語）